# BNB IIb
A BNB IIb egy személyvonati szerkocsisgőzmozdony-sorozat volt a Böhmischen Nordbahn-Gesellschaft-nál (BNB).
A Bécsújhelyi Mozdonygyár 1903-1904-ben gyártotta ezt a három 2C tengelyelrendezésű mozdonyt. A BNB a IIb sorozat 131-133 pályaszámokat adta a mozdonyoknak.
Az első világháború után mind a három mozdony a Csehszlovák Államvasutakhoz (ČSD) került ČSD 353.0 sorozatként. 1946-1947-ben selejtezték őket.

## Fordítás
- Ez a szócikk részben vagy egészben  a   BNB IIb című német Wikipédia-szócikk fordításán alapul.  Az eredeti cikk szerkesztőit annak laptörténete sorolja fel. Ez a jelzés csupán a megfogalmazás eredetét és a szerzői jogokat jelzi, nem szolgál a cikkben szereplő információk forrásmegjelöléseként.